# Hochkreuz (Giesenkirchen)

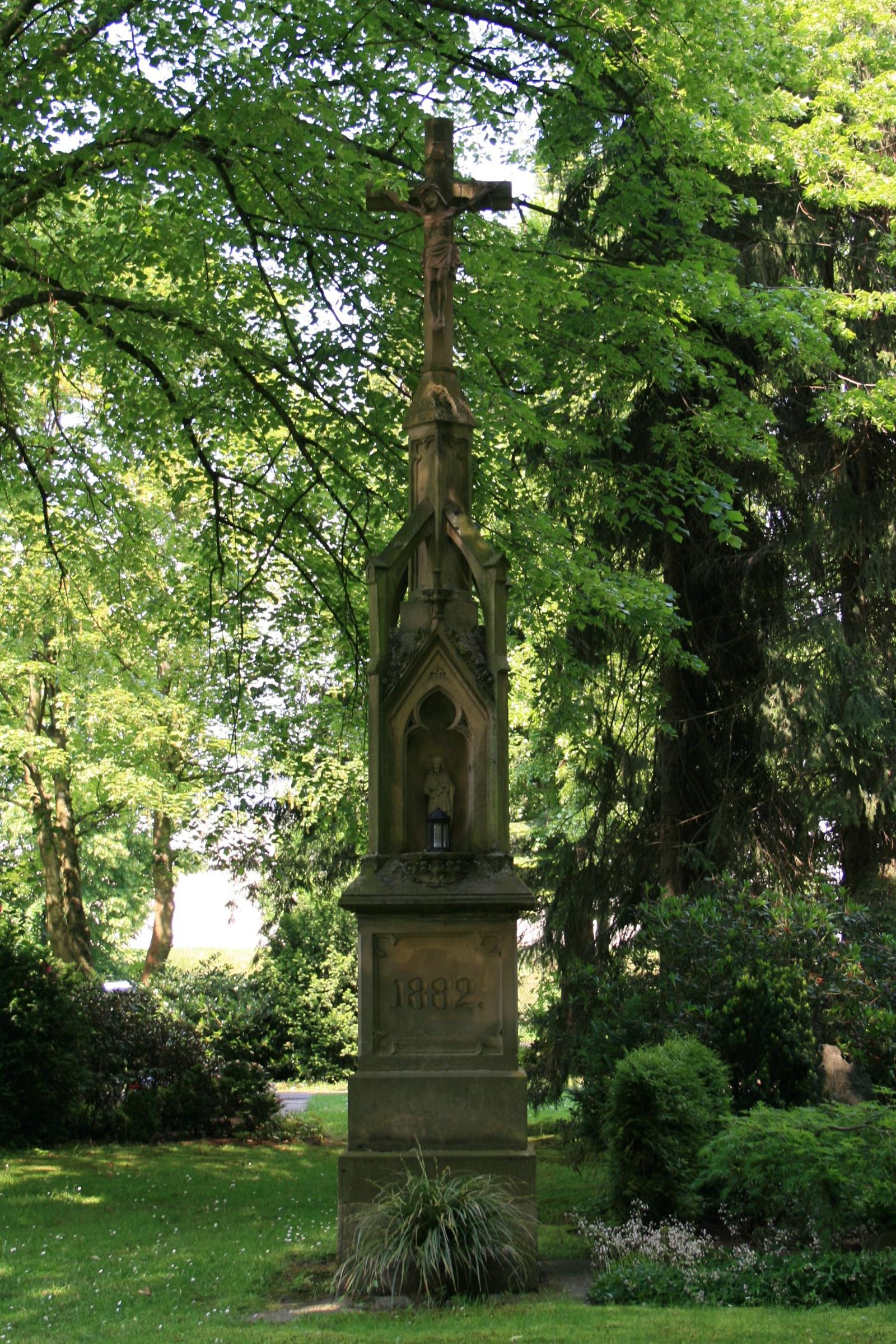
Hochkreuz (2010)

Das Hochkreuz Giesenkirchen steht im Stadtteil Giesenkirchen in Mönchengladbach (Nordrhein-Westfalen), Nellessenweg 80.
Das Kreuz wurde 1885 erbaut. Es ist unter Nr. N 014 am 9. Oktober 1995 in die Denkmalliste der Stadt Mönchengladbach eingetragen worden.

## Lage
Das als Missionskreuz 1882 errichtete Hochkreuz steht auf dem südöstlich der Zoppenbroicher Straße/Kleinenbroicher Straße gelegenen Friedhof auf einer kleinen Freifläche.

## Architektur
Es handelt sich um ein kleines Schaftkreuz auf hohem, gegliedertem und pfeilerartigem Unterbau. Bodenplatte und Sockelquader aus Beton, darauf aufsitzend mehrfach gestufter und sich verjüngender Aufbau aus Sandstein mit inschriftlicher Datierung (1882). Starke, gesimsartige und als Wasserschlag ausgebildete Verdachung, die in eine Nischenbildung – an der Frontseite mit Marienstatue – und Dreipassabschluss überleitet; flankiert werden die übergiebelten Nischen von Pfeilerstellungen an den Ecken, deren Strebebögen den profilierten Schaft der Kruzufixbasis abstützen.
Der vordere Giebel ist mit Krabben besetzt und von einer Kreuzblume bekrönt. Polygonal ausgebildetes Schaftkreuz mit Korpus und Inschrifttafel. Das Objekt ist aus kunsthistorischen, orts- und sozialhistorischen Gründen und als Teil der Friedhofsanlage als Baudenkmal schützenswert.